# Antiphrisson erenitus
Antiphrisson erenitus là một loài ruồi trong họ Asilidae. Antiphrisson erenitus được Lehr miêu tả năm 1986. Loài này phân bố ở vùng Cổ Bắc giới.